# Эскадренные миноносцы типа G-101
Эскадренные миноносцы типа G-101 — тип эскадренных миноносцев, состоявший на вооружении Военно-морского флота Германии в период Первой мировой войны. Строились по заказу Аргентины, реквизированы с началом войны. Участвовали в Ютландском сражении. Все 4 корабля в 1918 году интернированы англичанами.

## История
В 1910—1912 годах аргентинское правительство решило построить турбинные эсминцы. Было принято решение построить лишь двенадцать эскадренных миноносцев, но значительно более крупных и мощных, чем бразильские. Яйца решили не складывать в одну корзину, поэтому по 4 заказа были выданы в Великобританию, Францию и Германию. Все миноносцы были длиной примерно 90 м и должны были иметь водоизмещение 900 тонн (при 40 % запасе топлива) и ход около 32 узлов. Дальность плавания планировали 3700 миль на ходу 15 узлов. Особо оговаривалась мореходность, достаточная для действий в океане. Вооружение было единообразно: четыре 102 мм скорострельных орудия американского производства и 4 533-мм торпедных аппарата. В 1909 году на европейских верфях были размещены заказы на постройку 12 эскадренных миноносцев: четырёх — в Англии (фирма «Лэйд»), четырёх — в Германии («Крупп» и «Шихау»), и четырёх — во Франции («Мендоса», «Сальта», «Сан-Хуан», «Ла-Риоха»). Из-за последовавших затем событий реально корабли поставила только Германия.
Заказанные в Великобритании миноносцы строились Cammell Laird в Беркенхеде и были спущены на воду между февралем и июлем 1911 года. Одним из важнейших пунктов контракта, заключенного аргентинской стороной, являлась оговариваемая скорость — не менее 32,5 узлов. На испытаниях не удалось развить контрактной скорости и аргентинское правительство отказывалось платить полную цену и в конце концов, не придя к соглашению, контракт был расторгнут аргентинской стороной. Верфи удалось, при посредничестве британского правительства, 12 сентября 1912 года продать их по £ 148 000 в Грецию.
После этой продажи Аргентина заказала 4 новых миноносца в Германии, которые должны были строиться на верфи Germania (фирма Крупп), которая уже выполнила первый заказ для Аргентины: два эсминца типа «Ла-Плата».
Размеры кораблей по сравнению с Британским заказом были несколько увеличены. Новые миноносцы имели длину 95,3 м, ширину 9,5 м и осадку 3,8 м при водоизмещении 1116 т (полное 1734 т). Силовая установка, состоящая из 2 турбин и 3 военно-морских нефтяных двухсторонних котлов, должна развить до 28 000 л. с. и достигнуть максимальной скорости 33,5 узла. Первоначально планировалось оснастить корабли двумя дизельными двигателями экономического хода мощностью 1800 лошадиных сил, но в итоге они не были установлены. На вооружении оставили четыре 102 мм американских пушки. Торпедное вооружение должно было усилиться и вместе с двумя двухтрубными ТА на корме корабля, добавлялись 2 одиночных аппарата за полубаком. Когда Первая мировая война началась, миноносцам было ещё далеко до спуска на воду. Они были конфискованы Германской империей 6 августа 1914 года и первоначально значились как большие миноносцы (Großes Torpedoboot) с номерами G 101-G 104, однако, впоследствии официально числились как разрушители (Zerstörer).

## Конструкция

### Энергетическая установка
На кораблях типа в качестве ГЭУ были установлены 2 паровые турбины системы «Германия» мощностью 28 000 л. с., три военно-морских нефтяных котла, проектная скорость составляла 33,5 узла. Максимальные запасы топлива на миноносцах типа составляли 500 тонн нефти. На испытаниях самый быстрый развил 33,7 узла, а самый тихоходный показал лишь 32,1 узла.

### Вооружение
Миноносцы вооружались 4×1 88-мм/45 орудиями (боекомплект составлял 480 выстрелов или 120 снарядов на ствол), позднее на G-102 заменёнными на аналогичное число 105-мм скорострельных орудий Utof L/45 C/16. Немецкое 88-мм 45-калиберное орудие образца 1913 года имело снаряд весом в 10 кг при весе унитарного патрона 15 кг, максимальной скорострельности 15 выстрелов в минуту и дальности 9900 метров на возвышении в 20°. Торпедное вооружение эсминцев состояло из 6×500-мм торпедных аппаратов и 24 мин заграждения.

## Список эсминцев типа
G-101. Заложен в 1914 году как «Сантьяго» (исп. Santiago). Спущен на воду 12 августа 1914 года, введён в строй 4 марта 1915 года. После заключения перемирия интернирован в Скапа-Флоу. Затоплен 21 июня 1919 года. Поднят 13 апреля 1926 года и продан на металл.

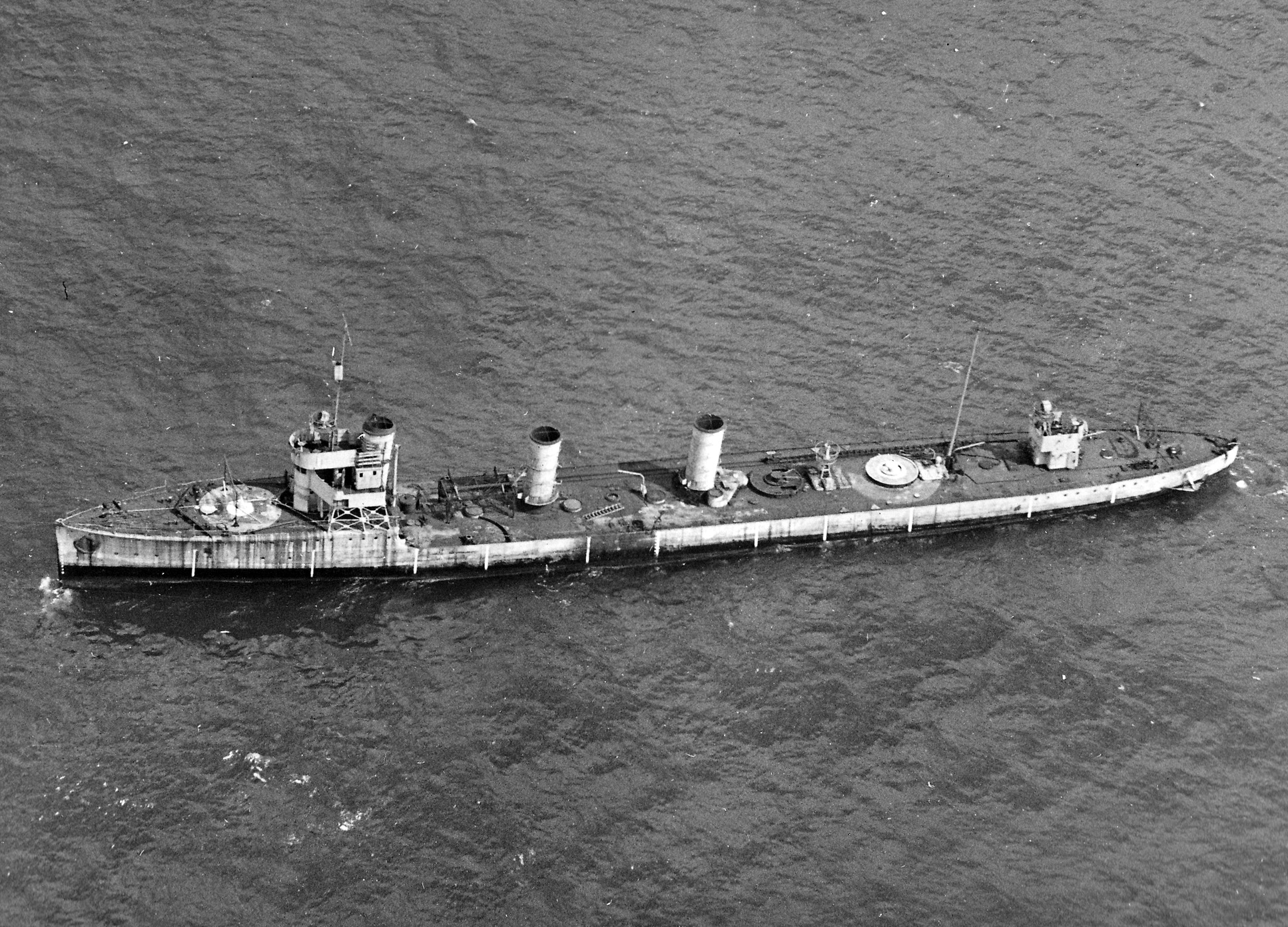
G 102 — корабль-мишень в 1921 году

G-102. Заложен в 1914 году как «Сан-Луис» (исп. San Luis). Спущен на воду 16 сентября 1914 года, введён в строй 8 апреля 1915 года. Интернирован в Скапа-Флоу и по репарации был передан США. Использовался как корабль-мишень. 13 июля 1921 года, после попадания нескольких авиабомб, затонул у мыса Генри (побережье штата Виргиния).
G-103. Заложен в 1914 году как «Санта-Фе» (исп. Santa Fé). Спущен на воду 14 ноября 1914 года, введён в строй 8 апреля 1915 года. После окончания войны интернирован в Скапа-Флоу. 21 июня 1919 года затоплен. Поднят 30 сентября 1925 года. Затонул в ноябре 1925 года во время буксировки к месту разборки у побережья Северной Шотландии.
G-104. Заложен в 1914 году как «Тукума́н» (исп. Tucuman). Спущен на воду 28 ноября 1914 года, введён в строй 5 июня 1915 года. После окончания войны интернирован в Скапа-Флоу. Затоплен 21 июня 1919 года. Поднят 30 апреля 1926 года и разобран на металл.